# Guns N' Roses: The Truth
Guns N' Roses: The Truth è una biografia non ufficiale della band Guns N' Roses.
Il libro, scritto da Ken Paisli, è stato da molti considerato il più bello dell'autore.
In Italia è stato pubblicato da Chinaski edizioni.

## Curiosità
Il libro è stato definito dal fan site italiano gnronline.it come la 'Bibbia di ogni fan dei Guns N' Roses'.
Recentemente è uscita una nuova versione del libro, aggiornata al 2015.